# Förbannelse (roman)
Förbannelse (originaltitel: Thinner) är en bok från 1984 skriven av Stephen King under pseudonymen Richard Bachman. Den gavs ut i svensk översättning 1986.

## Handling
Boken handlar om en fetlagd man som hamnar under en roms förbannelse. För var dag som går blir mannen allt magrare, och till en början kan han inte föreställa sig att det har något samband med zigenarens förbannelse utan tycker att det är bra att han gått ner i vikt. Med tiden blir han dock orolig och finner för gott att söka få förbannelsen hävd.
Boken har även filmatiserats.

## Kuriosa
De delar som i den engelska originalupplagan ska vara på romani är i själva verket på svenska och är mer eller mindre obegripliga [källa behövs]. I den svenska översättningen är replikerna dock skrivna på romani och har faktisk sammanhängande betydelse.